# 高身河馬長頜魚
高身河馬長頜魚，為輻鰭魚綱骨舌魚目象鼻魚科的其中一種。分布於非洲喀麥隆的沙那加河與 Lokoundje河流域，棲息於水底，具有發電器官，用來偵測獵物，體長可達26公分。